# 摂津守初代忠行
藤原 忠行（ふじわらの ただゆき、生没年不詳）は江戸時代の刀工
近江守忠綱の弟という。忠綱の代作代銘を行っていたという説があり自身銘の大刀はなかなか見ない。同銘が数代続いている。初代は「藤原姓」を名乗っていたが二代以降は「源」姓を名乗る。
摂津守初代忠行であれば「摂津守藤原忠行」と茎に銘を切り二代以降は「摂津守源忠行」と切ってある。初代は良業物。
親忠綱の代作代銘をおこなっていたようである。摂津守受領前は「摂州住藤原忠行」。親忠綱の代作代銘をおこなっていたので、銘字の切り方、出来口も酷似した作品が多いようである。
作柄としては、一竿子忠綱のように沸本位の大のたれ、濤乱刃風の焼刃、乱れ刃が多いが、まれに匂口深く明く冴えた直刃もある。親忠綱の弟説と一竿子忠綱の弟説両説がある。